# Régnault Girard
 (août 2017).
Si vous disposez d'ouvrages ou d'articles de référence ou si vous connaissez des sites web de qualité traitant du thème abordé ici, merci de compléter l'article en donnant les références utiles à sa vérifiabilité et en les liant à la section « Notes et références ».
Pour les articles homonymes, voir Girard.
Régnault Girard (né vers 1375 - mort en 1463) est un diplomate français et ancien maire de La Rochelle, chef de la famille des Girard de Bazoges. 

## Biographie
Deuxième fils de Jehan Girard, maire de La Rochelle, et de Marie Luneau, il hérite à la mort de son frère aîné Jacques de toutes les terres et de tous les titres de son père, à l'exception de la seigneurie du Givrand et de celle de Fenouiller qui reviennent à son cadet Jean. Regnault est ainsi seigneur de Bazoges, Moricq, la Tour d'Anguitard (Poitiers), la Guignardière, la Grenouillère (Curzon), le Châtenay (la Réorthe), Mairé, etc. Chevalier, il a également été maire de la Rochelle en 1407 et 1413. Il avait épouse Perette de Vair en 1406, dont il eut trois enfants : Joachim, Bernard (mort sans enfants) et Marie. Sa première femme étant morte en 1417, il se remaria ensuite avec Thomasse Laurence, dont il eut un fils prénommé Louis.

### Mission en Écosse
En 1434, Charles VII envoyait une ambassade dirigée par Régnault Girard, en Écosse, pour aller chercher la nouvelle dauphine Marguerite, afin de la fiancer au futur Louis XI, et aussi deux mille hommes d’armes pour soutenir le roi dans sa lutte contre les Anglais.
Le dossier de l’ambassade est resté inédit dans une copie tardive à la Bibliothèque nationale de France. Il s’agit du rapport de Regnault Girard lui-même, qui mêle documents diplomatiques et récit. Cette relation révèle un ambassadeur prudent qui exécute les ordres de Charles VII, les préparatifs du voyage par mer (départ et retour à La Rochelle), la navigation hasardeuse, les rituels de réception, les difficultés du séjour et des négociations en Écosse à cause des tergiversations de Jacques Ier, mais qui laissent du temps pour des visites « touristiques », enfin le succès.
Ainsi, il raconte qu'il avait apporté comme présent « une mule douce », considérée comme « une bête très étrange » — parce qu'il n'y en avait pas à cette époque en Écosse — ainsi que six barils de vin et trois de châtaignes, poires, et pommes car il y avait peu de fruits dans ces contrées nordiques.